# Damian Green
Pour les articles homonymes, voir Green.
Damian Green, né le 17 janvier 1956 à Barry (pays de Galles), est un homme politique britannique, membre du Parti conservateur. Il est Premier secrétaire d'État et ministre d'État au Bureau du Cabinet du 11 juin 2017 au 20 décembre 2017 dans le second gouvernement de Theresa May.

## Biographie
Il est diplômé (BA) en 1977 en PPE (Politique, Philosophie, Économie), Balliol College, de l'université d'Oxford, où il connaît Theresa May, future Première ministre. Membre de la Chambre des communes du Royaume-Uni pour la circonscription d'Ashford depuis les élections générales de 1997, il siège au cabinet fantôme en tant que secrétaire d'État de l'ombre à l'Éducation de 2001 à 2003 puis aux Transports entre 2003 et 2004.
Il est ministre d'État à l'Immigration entre 2010 et 2012 puis à la Police et à la Justice criminelle de 2012 à 2014 dans le premier gouvernement de David Cameron. Green est secrétaire d'État au Travail et aux Retraites du 13 juillet 2016 au 11 juin 2017 dans le premier gouvernement de Theresa May puis Premier secrétaire d'État et ministre d'État au Bureau du Cabinet jusqu'au 20 décembre 2017. Il démissionne à cette dernière date, après avoir admis avoir menti sur la découverte d’images pornographiques sur son ordinateur dix ans auparavant et avoir été confronté fin 2017, dans le contexte des révélations qui suivent l'affaire Harvey Weinstein, à des accusations de harcèlement sexuel portées par une militante du parti conservateur,.

### Vie privée
Il est marié à Alicia Collision, avocate, depuis avril 1988, avec qui il a 2 filles, nées à Hammersmith.